# Schüssler
Schüssler oder Schüßler ist ein deutscher Familienname und leitet sich aus der mittelalterlichen Berufsbezeichnung des Schüsslers ab, eines Herstellers von Schüsseln.
Weitere Familiennamen (z. B. Schuettler, Schüttler, Schuetler, Schütler) können ebenfalls auf der Berufsbezeichnung des Schüsslers basieren.

## Namensträger
- Adalbert Schüßler (1887–1970), deutscher Vizeadmiral
- Barbara Schüßler (* 1961), deutsche Fernsehproduzentin
- Benjamin Schüßler (* 1981), deutscher Fußballspieler
- Claudia Schüßler (* 1967), deutsche Politikerin, MdL (SPD)
- Clemens Schüssler (* 1967), deutscher Verleger
- Daniel Schüßler (* 1973), deutscher Theaterregisseur
- Dieter Schüßler (* 1946), deutscher Fußballspieler
- Elisabeth Schüssler Fiorenza (* 1938), deutsche katholische Theologin
- Elke Schüßler (* 1978), deutsche Wirtschaftswissenschaftlerin und Hochschullehrerin
- Franz Schüßler (1911–1942), österreichischer Eishockeyspieler
- Georg von Schüßler (1861–1927), deutscher Generalleutnant
- Gerhard Schüßler (Diplomat) (1928–2003), deutscher Diplomat und Rektor der Akademie für Staats- und Rechtswissenschaft der DDR
- Gerhard Schüßler (Politiker) (1937–2005), deutscher Politiker (FDP)
- Gerhard Schüßler (Mediziner) (* 1953), deutscher Neurologe und Psychiater
- Gitta Schüßler (* 1961), deutsche Politikerin (NPD)
- Gosbert Schüßler (1947–2014), deutscher Kunsthistoriker
- Hans Wilhelm Schüßler (1928–2007), deutscher Nachrichtentechniker und Hochschullehrer
- Harry Schüssler (* 1957), schwedischer Schachspieler
- Hermann Schüssler (1842–1919), deutscher Bauingenieur
- Ingeborg Schüßler (* 1938), deutsche Philosophin und Philosophiehistorikerin
- Johann Georg Schüßler (1835–1909), Mitglied des Provinziallandtages der Provinz Hessen-Nassau
- Jürgen Schüssler (* 1960), deutscher Landespolitiker (Hamburg) (SPD)
- Karl Schüßler (1924–2023), deutscher Skilangläufer
- Kersten Schüßler (* 1967), deutscher Journalist und Produzent von Fernsehfilmen
- Lambert Schüssler (* 1930), österreichischer Förster und Fossiliensammler
- Michael Schüssler (Fußballspieler) (* 1956), deutscher Fußballspieler
- Michael Schüßler (Theologe) (* 1972), deutscher Theologe
- Otto von Schüßler (1825–1899), deutscher Generalmajor
- Otto Schüssler (1905–1982), deutscher Trotzkist
- Rudolf Schüssler (Mathematiker) (1865–1942), österreichischer Mathematiker
- Rudolf Schüßler (Philosoph) (* 1960), deutscher Philosoph
- Sigrid Schüßler (* 1969), deutsche Politikerin (NPD, parteilos)
- Susanne Schüssler (* 1962), deutsche Verlegerin
- Tina Schüßler (* 1974), deutsche Boxerin und Kickboxerin
- Walter Schüßler (Politiker) (1904–1976), deutscher Politiker (FDP)
- Walter Schüßler (Architekt) (1906–1978), deutscher Architekt
- Werner Schüßler (* 1955), deutscher Philosoph
- Wilhelm Schüßler (General) (1879–1945), deutscher Generalmajor und SS-Brigadeführer
- Wilhelm Schüßler (Historiker) (1888–1965), deutscher Historiker
- Wilhelm Heinrich Schüßler (1821–1898), deutscher Arzt
- Wolfgang Schüßler (1930–2023), deutscher Diplomat
- Xenia Schüßler (* 1981), deutsche Politikerin (CDU), siehe Xenia Kühn

Siehe auch:
- Schüssler (Adelsgeschlecht)